# Карфентаніл
Карфентаніл (англ. Carfentanyl) — синтетичний лікарський засіб, що належить до групи наркотичних анальгетиків та є похідним фентанілу. Карфентаніл є одним із найсильніших наркотичних засобів у світі, та згідно з багатьма джерелами, його дія у 10 тисяч разів переважає дію стандартного наркотичного засобу морфіну та в 40 разів переважає дію фентанілу (деякі джерела подають дані про у 100 разів вищу ефективність). 
Карфентаніл уперше синтезований 1974 році в лабораторії бельгійської компанії «Janssen Pharmaceutica», проте у зв'язку із дуже незначною мінімальною летальною дозою для людини в лікарській практиці в світі офіційно не застосовується.

## Фармакологічні властивості та застосування
Карфентаніл — синтетичний лікарський засіб, що належить до групи наркотичних анальгетиків та є похідним фентанілу. Механізм дії препарату не відрізняється від механізму дії інших наркотичних анальгетиків, і полягає у стимулюванні μ-підвидів опіатних рецепторів. Карфентаніл натепер вважається найпотужнішим опіатом, дія якого у 10 тисяч разів перевищує дію морфіну, та, за різними даними, у 40—100 разів свого хімічного попередника фентанілу. Дія на людину розпочинається після введення в організм 1 мікрограму карфентанілу. Оскільки доза препарату, яка достатня для початку фармакологічної дії на людину, є вкрай малою, тому важко розраховувати безпечну дозу для людей, у зв'язку із чим цей препарат не застосовується в офіційній лікарській практиці, а застосовується виключно у ветеринарії для знеболення або наркотизації ссавців великих розмірів, у тому числі для їх транспортування. Застосування карфентанілу з немедичною метою, переважно хворими опійною наркоманією, призводить до численних побічних ефектів. Зокрема, при застосуванні карфентанілу спостерігається втрата координації рухів, біль у всьому тілі, гіпергідроз, нудота і блювання, ціаноз шкіри та видимих слизових оболонок, галюцинації, запаморочення, звуження зіниць, зупинка дихання, при незначному відхиленні від безпечної дози — смерть.
Натепер карфентаніл офіційно застосовується виключно у ветеринарній практиці під торговою маркою «Вайлдніл» як анестетик загальної дії для використання у тварин великих розмірів. Згідно повідомлень засобів масової інформації, карфентаніл може застосовуватися хворими опійною наркоманією для заміни героїну та інших наркотиків, а також застосовувався під час операцій спецслужб для усунення політичних опонентів або для відключення свідомості терористів при захопленні заручників (у тому числі, найімовірніше, й під час терористичного акту на Дубровці в Москві).

## Імовірне застосування карфентанілу спецслужбами
За повідомленнями засобів масової інформації, карфентаніл у суміші з іншим похідним фентанілу реміфентанілом застосовувався під час штурму театру на Дубровці під час захоплення заручників чеченськими бойовиками. Цю інформацію частково підтвердив у інтерв'ю тодішній міністр охорони здоров'я Росії Юрій Шевченко, непрямо про це може свідчити цей факт, що під час штурму бригадам швидкої допомоги, які прибували до місця захоплення заручників, хоча й з деяким запізненням, дано вказівку мати при собі запас препарату налоксон, який застосовується при отруєнні або передозуванні опіоїдними наркотиками. Проте неможливість контролювати дозу введеного препарату, також і у зв'язку із його інгаляційним застосуванням, призвела до загибелі не тільки терористів, а й більш ніж 120 заручників.
На думку частини оглядачів, карфентаніл або подібні до нього хімічні речовини застосовувались під час убивства одного із лідерів «Хамасу» Халеда Машаля ізраїльською розвідкою Моссад в Аммані у 1997 році.
На думку відомого українського кардіохірурга Бориса Тодурова, карфентаніл, вироблений на російському військовому заводі, міг застосовуватися під час підпалу та пожежі в одеському будинку профспілок агентами російських спецслужб для збільшення кількості жертв трагедії.

## Нелегальне застосування
Карфентаніл може застосовуватись хворими опійною наркоманією для заміни героїну або іншого наркотику. За повідомленнями засобів масової інформації, наркодилери часто змішують героїн із карфентанілом або фентанілом для посилення дії наркотиків. Одна з таких комбінацій у США відома як «сіра смерть». Проте, у зв'язку із тим, що мінімальна кількість діючої речовини лише в незначній кількості відрізняється від летальної дози, це призводить до значної кількості смертей унаслідок нелегального застосування карфентанілу. Легальне застосування карфентанілу обмежено в більшості країн світу, зокрема Росії, Білорусі, Латвії та США. Натепер карфентаніл легально та без обмежень виробляється та розповсюджується лише в Китаї.